# Lozî, Horol
Lozî (în ucraineană Лози) este un sat în comuna Petrivka din raionul Horol, regiunea Poltava, Ucraina.

## Demografie
Componența lingvistică a localității Lozî
     Ucraineană (96,77%)
     Rusă (3,23%)
Conform recensământului din 2001, majoritatea populației localității Lozî era vorbitoare de ucraineană (96,77%), existând în minoritate și vorbitori de rusă (3,23%).